# 郎绍君
郎绍君（1939年12月—），别名晓朗，男，河北定县人，中国美术史论家，国家文物鉴定委员会现当代书画组委员。